# Великі Посьолки
Великі Посьолки (рос. Большие Посёлки) — село в Карсунському районі Ульяновської області Російської Федерації.
Населення становить 657 осіб. Входить до складу муніципального утворення Большепоселковське сільське поселення.

## Історія
Від 2004 року входить до складу муніципального утворення Большепоселковське сільське поселення.

## Населення
| 2010 |
| ---- |
| 657  |